# Diego Barragán
Diego Barragán (Cali, Colombia; 25 de enero de 1957) es un entrenador de fútbol colombiano. Actualmente no dirige a ningún club.
Su padre fue el médico del Deportivo Cali entre 1965 y 1975.

## Formación académica
Se tituló como licenciado en educación física en el Universidad de la República de Uruguay donde estudio entre 1978 y 1981. Además en 2019 recibió la licencia PRO otorgada por la Conmebol.

## Trayectoria
En 1976 llega por primera vez al Deportivo Cali en calidad de asistente técnico gracias al entrenador uruguayo Washington Etchamendi, y posteriormente de los argentinos Néstor Raúl Rossi y Carlos Bilardo. En 1978 parte a Uruguay para realizar sus estudios universitarios.
AD portas de titularse como educador físico recibe el llamado del club Hebraica y Macabi de Uruguay en 1980 siendo esta su primera experiencia como entrenador en propiedad.
De regreso a su país en 1981 es contactado nuevamente por el entrenador argentino Carlos Bilardo para que fuese su preparador físico en la Selección Colombia. Años más tarde, su buena amistad con Bilardo lo llevó a ser su ojeador personal en tierras cafeteras cuando este dirigía a la Selección Argentina.
Entre 1981 y 1986 fue entrenador en las divisiones menores del Deportivo Cali y la reconocida Escuela Sarmiento Lora.
Para 1987 Francisco Maturana lo lleva como preparador físico del Atlético Nacional donde consiguen varios títulos que les valen para ir al fútbol europeo. En el Viejo Continente y ahora como asistente técnico pasaron por el Real Valladolid y el Atlético de Madrid. Además, según han comentado estuvieron cerca de dirigir al Real Madrid.
Su amplia trayectoria como preparador físico y asistente técnico continuó en el América de Cali sumando varios títulos a finales de la década de 1990' e inicios de los 2000' colaborando con Jaime de La Pava.
En 2009 vuelve a trabajar junto con El Chiqui García en Millonarios hasta 2010. Tras la peculiar renuncia de García, Barragán dirigió al equipo embajador durante 13 partidos en calidad de interino.
Para la temporada 2016-17 vuelve a dirigir como entrenador en propiedad al Club Atlético Cerro de Uruguay. Públicamente recibió mensajes de felicitaciones de grandes personajes como Diego Simeone y Jorge Valdano.
En sus más recientes experiencias como entrenador ha pasado fugazmente por el Yaracuyanos FC de Venezuela y el Unión Comercio de Perú.

## Clubes

### Como jugador
| Club              | País    | Año |
| ----------------- | ------- | --- |
| Hebraica y Macabi | Uruguay | ¿?  |

### Como formador
| Club                                    | País     | Año         |
| --------------------------------------- | -------- | ----------- |
| CISU                                    | Uruguay  | 1980        |
| Deportivo Cali                          | Colombia | 1981 - 1983 |
| Escuela Carlos Sarmiento                | Colombia | 1985 - 1986 |
| Selección de fútbol del Valle del Cauca | Colombia | 1986        |

### Como entrenador
| Club              | País      | Año         |
| ----------------- | --------- | ----------- |
| Hebraica y Macabi | Uruguay   | 1980 - 1981 |
| Cortuluá          | Colombia  | 2005        |
| Deportes Quindío  | Colombia  | 2005        |
| Deportivo Cuenca  | Ecuador   | 2006        |
| Cortuluá          | Colombia  | 2008        |
| Millonarios       | Colombia  | 2010        |
| Cerro             | Uruguay   | 2016 - 2017 |
| Yaracuyanos       | Venezuela | 2018        |
| Unión Comercio    | Perú      | 2019        |

### Como preparador físico y asistente técnico

#### En selecciones
| Selección                   | Año       | Asistente de        | Rol                                             |
| --------------------------- | --------- | ------------------- | ----------------------------------------------- |
| Selección Colombia mayores  | 1981      | Carlos Bilardo      | Preparador físico                               |
| Selección Colombia menores  | 1983      | Jaime Silva         | Preparador físico                               |
| Selección Argentina mayores | 1983-1987 | Carlos Bilardo      | Ojeador personal en Colombia (cargo no oficial) |
| Selección Colombia mayores  | 1987-1990 | Francisco Maturana  | Preparador físico                               |
| Selección Colombia mayores  | 1993-1994 | Francisco Maturana  | Preparador físico                               |
| Selección Colombia mayores  | 2000-2001 | Luis Augusto García | Preparador físico                               |

#### En clubes
| Club                              | Año       | Asistente De          |
| --------------------------------- | --------- | --------------------- |
| Deportivo Cali · Colombia         | 1976-1978 | Washington Etchamendi |
| Deportivo Cali · Colombia         | 1976-1978 | Pipo Rossi            |
| Deportivo Cali · Colombia         | 1976-1978 | Carlos Bilardo        |
| Atlético Nacional · Colombia      | 1987-1990 | Francisco Maturana    |
| Real Valladolid · España          | 1990-1992 | Francisco Maturana    |
| América de Cali · Colombia        | 1992-1993 | Francisco Maturana    |
| Atlético de Madrid · España       | 1994-1995 | Francisco Maturana    |
| América de Cali · Colombia        | 1995-1997 | Diego Edison Umaña    |
| América de Cali · Colombia        | 1995-1997 | Luis Augusto García   |
| Sporting Cristal · Perú           | 1998      |                       |
| América de Cali · Colombia        | 1999-2002 | Jaime de La Pava      |
| Deportivo Cali · Colombia         | 2004      | Jaime de La Pava      |
| Guaros · Venezuela                | 2007      | Jaime de La Pava      |
| Millonarios · Colombia            | 2009-2010 | Luis Augusto García   |
| Santa Fe · Colombia               | 2010-2011 | Néstor Otero          |
| Deportivo Táchira · Venezuela     | 2012      | Jaime de La Pava      |
| Deportivo Marquense · Guatemala   | 2012-2013 | Jaime de La Pava      |
| Depor Aguablanca · Colombia       | 2014-2015 | Andrés Sicacha        |
| Atlético Bucaramanga · Colombia   | 2015-2016 | Willy Rodríguez       |
| Independiente Medellín · Colombia | 2020-2021 | Bolillo Gómez         |
| UTC · Perú                        | 2025      | Mauro Reyes           |

## Estadísticas como entrenador
| Millonarios · Colombia | 1ª    | 2010  | 9 | 3 | 2 | 4 | 4 | 1 | 2 | 1 | - | - | - | - | 13 | 4 | 4 | 5 | 41.03% |
| Millonarios · Colombia | Total | Total | 9 | 3 | 2 | 4 | 4 | 1 | 2 | 1 | 0 | 0 | 0 | 0 | 13 | 4 | 4 | 5 | 41.03% |
| 1. 2.                  |       |       |   |   |   |   |   |   |   |   |   |   |   |   |    |   |   |   |        |